# Arturo Durazo Moreno
Arturo Durazo Moreno (Cumpas, Sonora, México, 19 de octubre de 1918-Acapulco de Juárez, Guerrero, íd., 5 de agosto del 2000), conocido como El Negro Durazo, fue un Comandante mexicano, fue jefe del Departamento de Policía y Tránsito (hoy Secretaría de Seguridad Ciudadana) del Distrito Federal (hoy Ciudad de México), durante el sexenio del presidente José López Portillo. Alcanzó gran notoriedad a principios de la década de 1980, cuando se revelaron algunas de sus millonarias propiedades y, sobre todo, por la publicación del libro Lo negro del "Negro" Durazo'', escrito por quien fue uno de sus ayudantes, José González González. Por otro lado, este político tiene un pasado oscuro, derivado a que se tiene evidencia que fue un visionario al intentar introducir el crimen organizado en la ciudad de México, debido a que él controlaba la comercialización de sustancias ilegales como la cocaína y la marihuana, con el fin de venderla más económica y generar un grupo de consumidores, provocando un alto índice de delincuencia, esto para generar mayores arrestos y a su vez una red de delincuencia que fuese continua junto a las detenciones continuas.

## Breve reseña biográfica
De extracción pobre, Durazo Moreno nació en el estado de Sonora, el 19 de octubre de 1918, del matrimonio formado por Jesús Raúl Durazo Ruiz y Josefa Moreno Galindo. Emigró a la Ciudad de México en busca de oportunidades económicas. Durante su infancia y adolescencia, vivió en la colonia Roma, de la Ciudad de México. Ahí, entabló amistad con Manuel Rodríguez empresario zacatecano y amigo íntimo de José López Portillo, lo que le redituó el ser considerado por éste para ocupar la jefatura de la policía durante su gobierno. De acuerdo con el periodista, escritor e historiador Humberto Musacchio, Durazo Moreno estudió en la Escuela Superior de Comercio y Administración (ESCA), del Instituto Politécnico Nacional,[cita requerida] y después, durante el gobierno del general Manuel Ávila Camacho y durante parte del gobierno de Miguel Alemán Valdés, fue empleado del Banco de México.[cita requerida] Hacia finales de 1948, cambió de funciones, y se desempeñó como Inspector de Tránsito de la ciudad, hasta 1950. Poco después, se convirtió en agente de la Dirección Federal de Seguridad (DFS) y posteriormente, hacia 1958, obtuvo su ascenso como comandante de la misma corporación. Se presume que a finales de los años 60 y a principios de los 70 formó parte de la dirección de las "Brigadas Blancas", agrupación gubernamental encubierta destinada a actuar como represora de los movimientos políticos y sociales durante la "Guerra Sucia". Durazo Moreno, falleció a los 81 años, víctima de cáncer de colon.

## Jefe de la policía capitalina
Al lograr su ascenso al poder, José López Portillo lo nombró jefe de la desaparecida Dirección General de Policía y Tránsito (DGPyT) de la Ciudad de México, cargo en el cual se mantuvo durante todo el sexenio lopezportillista (1976-1982). Según las investigaciones efectuadas años después en los archivos de la ahora desaparecida institución y también según el testimonio de muchos oficiales de policía, se encontró que el ambiente que prevaleció durante su ejercicio fue la "mordida" o "entre" que todos los oficiales debían entregarle. La extorsión a sus subalternos era materia conocida por muchos.[cita requerida]
Instauró también, en 1976, la creación de la División de Investigaciones para la Prevención de la Delincuencia (DIPD), institución cuya siniestra fama de albergar a agentes policíacos corruptos y despiadados fue célebre entre la población. Dicha corporación fue dirigida por su amigo Francisco Sahagún Baca. Era común que los policías adscritos a esta división "amadrinaran" (protegieran) a delincuentes probados para liberarlos posteriormente a su captura, bajo un espectro de corrupción muy extendido y enraizado. Dentro de esta premisa, los mismos policías capitalinos, ante dicha impunidad, tuvieron libertad de realizar asaltos a bancos y a diferentes comercios, así como también la extorsión y privación ilegal de la libertad de muchos ciudadanos que transitaban como cualquier otro en las calles de la ciudad para "sembrarles" delitos varios como tráfico, lenocinio, homicidio, robo, violación y otros, para inculparlos por estos delitos que no habían cometido y solapar a criminales de su propia corporación policiaca. La impunidad fue, pues, uno de los rasgos notables de su desempeño como jefe policíaco. La tortura fue otro de los aspectos que prevalecieron en esta corporación, ya que cualquier delincuente que era remitido y no era considerado dentro de los cotos de poder era sometido a interrogatorios bajo actos de tortura, ya fuese para confesar sus delitos o bien para aceptar otros no cometidos. Mucha gente inocente fue víctima de sus métodos. También durante sus funciones fue creado el Colegio de Policía (hoy Instituto Técnico de Formación Policial, de la SSPDF).[cita requerida]
Durazo Moreno fue nombrado por el presidente General de División, sin tomar en cuenta que previamente debió haber cursado una carrera militar para ello, por lo cual se decía que el presidente López Portillo lo nombró "general de plumazo" y por decreto presidencial, lo que en consecuencia provocó que se ganara la antipatía de muchos militares, entre ellos el Secretario de la Defensa Nacional, el general Félix Galván López. Sus amistades cercanas le aplicaban el mote de "El Moro de Cumpas", en referencia a un corrido mexicano muy famoso, y también el mote de "El Negro", por las características de su rostro. El sobrenombre de "El Negro" Durazo fue el común entre los habitantes de la ciudad. El evidente abuso del poder se puso de manifiesto al implementarse operativos arbitrarios, los cuales las más de las veces eran efectuados para favorecer a algún familiar o conocido cercano entre algunos actos esta la desaparición de varias familias en el bajío por orden de su compadre, un acto que fue silenciado de inmediato por la esfera del PRI. El enriquecimiento ilícito e injustificable adquirió alturas insospechadas pero evidentes. Por mucho tiempo, se le vinculó con bandas de narcotráfico, sobre todo con carteles que tenían poder y hegemonía en aquel momento, como el de Rafael Caro Quintero. A fecha de hoy, esto aún no está confirmado, sin embargo.[cita requerida]

## Situación laboral de los elementos de la DGPyT
De igual modo los actos de corrupción en la DGPyT se incrementaron, de tal modo que en la corporación la situación laboral para todos los policías en servicio era bastante deplorable, contrastando con la imagen de modernidad que proyectaba al aparentar entregar una corporación limpia. Algunos ejemplos de ello fueron los descuentos de sueldo sin razón o motivo aparente, con los que resultaban afectados los fondos para aquellos elementos caídos en cumplimiento del deber, así como la asignación de retenciones de los mismos elementos que aparentemente debían ir a los fondos de pensión para cuando estos se retirasen, las cuales generalmente iban a parar a cuentas bancarias creadas para este propósito, bajo una red de varios prestanombres, también con las compras de equipo para la corporación que luego se cancelaban y reducían las órdenes, y este mismo se "embolsaba" la diferencia, así como el hecho de no dar de baja a los policías que había cesado, lo que hacía que él mismo cobrara esos salarios.[cita requerida]
Asimismo, los elementos tenían que cumplir con una especie de "cuota" quincenal que les exigía regularmente Durazo Moreno, y, para poder obtener ese monto, los agentes abusaban de su autoridad y extorsionaban a la ciudadanía. También, se autorizaban sólo 20 litros de gasolina diarios a cada elemento con vehículo asignado; el resto del tanque y las reparaciones correspondientes se financiaban con dinero proveniente de extorsión. También, por decreto, los siete depósitos de tránsito debían estar llenos a máxima capacidad, y la brigada de grúas debía llevar 1200 vehículos diarios a estos mismos, y así se infraccionaba o se "mordía" sin dar parte ni reporte a la Tesorería del Distrito Federal.

## Hechos célebres durante su ejercicio
Al mando de la Dirección General, Durazo Moreno afrontó diversos sucesos históricos que evidenciaron su peculiar estilo para dirigir la secretaría.

### El homicidio del matrimonio Flores-Izquierdo
El 7 de octubre de 1978, el político nayarita Gilberto Flores Muñoz (que había sido secretario de Agricultura durante el gobierno de Adolfo Ruiz Cortines, gobernador de su estado natal y presidente, en ese entonces, de la Comisión Nacional de la Industria Azucarera) y su esposa, la escritora Asunción Izquierdo (Ana Mairena), fueron asesinados, a machetazos, en su residencia de las Lomas de Chapultepec. Las pesquisas comenzaron, y la presión sobre la policía capitalina era enorme. Las versiones preliminares suponían que el doble homicidio se debió probablemente a un robo en complicidad, pero no había pruebas suficientes; se buscaba inculpar a alguno de los empleados del matrimonio victimado, entre sospechas de resguardo a la clase política e influyente. Sin embargo, al final, a partir de las averiguaciones efectuadas por quien en aquel entonces era jefe de la policía judicial, Jesús Miyazawa Álvarez (amigo y colaborador de Durazo Moreno) y sobre todo por la confesión del nieto de las víctimas, Gilberto Flores Alavez, el caso se cerró, pero la exhibición ante los medios —por parte de Durazo Moreno y sus colaboradores— del asesino confeso quedó en la memoria de muchos como síntoma de una práctica común en él. Gilberto Flores Alavez fue confinado al Reclusorio Oriente.

### La masacre del río Tula
Otro hecho que posteriormente se relacionó con el desempeño de Durazo Moreno al frente de la policía capitalina fue el de la aparición de 12 cadáveres, el 14 de enero de 1982, en la lumbrera #8 del emisor central del sistema de drenaje profundo, ubicada en San José Acoculco, municipio de Atotonilco de Tula, en el estado de Hidalgo, pertenecientes presuntamente a varios hombres de origen colombiano. Los cuerpos presentaban signos de tortura extrema, mutilaciones e incluso algunos de ellos habían sido decapitados.[cita requerida]
Las averiguaciones posteriores apuntaban a que Durazo Moreno, jefe de la policía del Distrito Federal, había sido el responsable intelectual. Y su colaborador, Francisco Sahagún Baca, habría sido el autor material, en complicidad con algunos de sus subalternos. Solo ocho cuerpos se identificaron dos años después. Durazo Moreno huyó de México en 1982, cuando el nuevo presidente, Miguel de la Madrid Hurtado, inició investigaciones de corrupción policial. Sin embargo, Durazo Moreno fue capturado más tarde y extraditado a México.[cita requerida]

## Culto a la personalidad
A mitad del sexenio lopezportillista, la imagen de Durazo Moreno recibía elogios por parte de los medios y de las personalidades destacadas de la sociedad. Su intervención en la frustración del secuestro de la hermana del presidente, Margarita López Portillo, ideado por la Liga Comunista 23 de Septiembre, le ganó elogios de la cúpula en el poder. Recibió distintos reconocimientos, como el Micrófono de Oro, por parte de la Asociación Nacional de Locutores, y fue nombrado miembro de la Legión de Honor; para contrariedad de algunos juristas, fue nombrado doctor honoris causa por el Tribunal Superior de Justicia del Distrito Federal, sin tener antecedente alguno como abogado. No obstante, en esa misma época algunos periodistas ya indagaban sobre sus dudosas actividades privadas.[cita requerida]
En las postrimerías del gobierno lópezportillista, la prensa y algunos ciudadanos comunes se percataron de las propiedades del "General" Durazo Moreno, plenas de fastuosidad y de un lujo inimaginables. Durazo Moreno mandó construir dos mansiones ubicadas en el Ajusco, al sur de la Ciudad de México, con marcadas influencias suizas.
Sin embargo, la propiedad que causó revuelo entre los medios fue la que se ubicó en la bahía de Zihuatanejo, estado de Guerrero. Con una patente influencia del Partenón original y del arte griego, el acceso y las instalaciones, aun existentes, revelan el despilfarro enorme y un lujo inconcebible que sorprendieron al pueblo mexicano. Las fiestas organizadas en privado en la mansión eran ostentosas y custodiadas por miembros de la policía capitalina, a quienes también usaba como empleados, desde jardineros hasta meseros. La entrada principal, la cual tiene unas rejas impresionantes, extendió el rumor, durante mucho tiempo, de que había mandado retirar las rejas del acceso principal al Castillo de Chapultepec, para colocarlas como portón de su mansión, hasta la discoteca, que era igual a la de Studio 54, de Nueva York. Sus ingresos como funcionario público no justificaban tan onerosos gastos. Una vez decomisada, luego de aprehender a Durazo Moreno en 1984, no ha podido ser vendida por su mal gusto, su elevado costo y su identificación como emblema de lo peor de aquella época.
En agosto del 2011, el gobierno del estado de Guerrero anunció la donación del "Partenón" de Durazo Moreno a la Universidad Autónoma de Guerrero (UAG). Mientras tanto, la propiedad sigue siendo administrada por la Promotora de Turismo (Protur), instancia que la considera un lastre, por el litigio que sostiene con la familia de Durazo Moreno.

## Luis Miguel
Mario Gallego, tío paterno y exasistente personal de Luis Miguel, aseveró en una ocasión ante los medios de comunicación que Durazo Moreno financió el lanzamiento del primer disco de Luis Miguel y presionó a Televisa para que saliera en la televisión favor que pidió a su compadre Manuel Rodríguez de Grupo Zacatecano que en ese momento controlaba la alta esfera del mundo del espectáculo. Gallego también indicó, respecto a la desaparición de Marcela Basteri (madre de Luis Miguel), que pudo haber muerto o desaparecido tras un tiroteo en una fiesta en Chihuahua, con cuatro víctimas mortales (una de las cuales habría sido Basteri). Dicha fiesta fue organizada por "los jefes del Imperio del Mal" (narcotráfico), con el consentimiento de Durazo Moreno.
Por otro lado, el actor Roberto Palazuelos contó que, cuando era niño, Durazo Moreno le regalaba ametralladoras a él y a sus amigos, entre los que se encontraba Luis Miguel. También les enseñaba a disparar hasta con su propia pistola y les regalaba billetes de 50 y 100 dólares.[cita requerida]

## La Renovación Moral
La entrada al poder de Miguel de la Madrid Hurtado, en 1982, significó un cambio de estrategia económica y política, pero también mediática. El notable gasto de la administración anterior había postrado al país bajo una intolerable crisis económica. Uno de los lemas de campaña de Miguel de la Madrid fue el de la Renovación Moral. Según esta premisa, se suscitó un distanciamiento entre Miguel de la Madrid y el gobierno anterior. Poco a poco, se revelaron las prácticas de los funcionarios de la administración que concluía. Los lujos, el nepotismo, los beneficios económicos de los que, según se evidenció, disfrutaban López Portillo y sus colaboradores, propiciaron el descontento social. Sin embargo, la figura presidencial intocable y los protocolos de poder debilitaron cualquier posibilidad de tomar alguna acción encaminada a castigar tantos actos de corrupción. La salida consistió en encontrar chivos expiatorios.
El exdirector de Petróleos Mexicanos (Pemex), Jorge Díaz Serrano, fue uno de ellos. Al poco tiempo, Durazo Moreno se vio inmiscuido en una serie de averiguaciones policíacas que detonaron su persecución. Bajo las órdenes de Francisco Rojas Gutiérrez, se extendió la orden de aprehensión, con la averiguación número SC/122/84, como presunto responsable del delito de extorsión. Se le fincó responsabilidad en la obtención ilegal de cerca de 60 millones de pesos. El escrutinio de los archivos de la dirección a su cargo reveló sus ilícitos y los gastos irregulares efectuados en la adquisición de sus numerosas posesiones. Durazo Moreno fue notificado de su aprehensión por los delitos de contrabando, acopio de armas y abuso de autoridad. Alguien le puso sobre aviso, y escapó de la justicia mexicana, y comenzó a viajar a diversos países. Sin embargo, en 1984 fue detenido en Puerto Rico y extraditado a México bajo los cargos citados anteriormente.

## Libertad y muerte
Purgó su condena durante 8 años; posteriormente, fue liberado en 1992, debido a su estado de salud delicado y por buena conducta. Radicó durante sus últimos años en Acapulco, Guerrero. Falleció el 5 de agosto del 2000, debido a un paro cardiaco, ocasionado por un cáncer de colon terminal.
Trasladado a la Ciudad de México, fue velado en una importante agencia funeraria, algo sorprendente durante el funeral fue la entrega de 100 coronas de rosas blancas un pacto hecho con su compadre zacatecano que sería un acto de lealtad a la amistad de años y favoreces , acompañado de algunos expolicías también su secretario particular de aquel entonces y del expresidente López Portillo. Sus restos mortales fueron cremados y sepultados en el Panteón Español. En Acapulco, Guerrero, en la Capilla de la Paz (Fraccionamiento Las Brisas), está un nicho donde se conservan sus cenizas. Un mariachi, formado por expolicías, interpretó como despedida "El moro de Cumpas". Años después, la Secretaría de la Defensa Nacional lo desconoció como supuesto "General de División", título que, en su momento, le otorgó su amigo José López Portillo.[cita requerida]

## El libroLo negro del "Negro"
Durante la persecución de que fue objeto por parte de la justicia mexicana, su exjefe de escoltas, José González González, decidió publicar un libro en el que relata sus experiencias al lado de Durazo Moreno, denunciando todos los actos irregulares cometidos por éste. Este libro llegó a ser muy popular entre el público general. Posteriormente, Durazo Moreno —desde prisión— entabló una demanda judicial en contra de su exescolta, por difamación. Durazo Moreno ganó el juicio, y el libro perdió relevancia en el ámbito editorial. De González González nunca más se supo nada. Sobre estos hechos se hizo un pequeño documental.

## En años posteriores
Las propiedades de Durazo Moreno fueron confiscadas por el gobierno federal, y los inmuebles por un tiempo se pusieron en venta, y después algunos fueron solicitados para ser sedes con un perfil de beneficio patrimonial público. La situación legal de las posesiones de Durazo Moreno no quedó claramente definida.[cita requerida]

## En la cultura popular mexicana
- Durante la segunda mitad de los años ochenta, apareció en las radiodifusoras mexicanas un tema musical a ritmo de cumbia, interpretado por La Sonora Dinamita, en la voz de su entonces vocalista Juliette, intitulada "El Africano", del compositor colombiano Calixto Ochoa. Una de las estrofas dice: "¡Ay mamá, ¿qué será lo que quiere el negro?", a lo que Juliette responde: "¿No será que quiere otro Partenón?"[10]

- José Natera un famoso cómico mexicano, de extracción popular, solía cantar en la alameda del centro histórico de la ciudad, como cómico callejero, el blues del Negro Durazo, con una máscara de José López Portillo confeccionada en látex, y tocando el mismo una guitarra eléctrica.

- La banda Botellita de Jerez grabó un tema llamado "Negro's blues" haciendo alusión a los presuntos nexos con el narcotráfico de Arturo Durazo.

- El Tri de Álex Lora también hizo crítica con su tema musical "Renovación moral" en alusión al gobierno de Miguel de la Madrid.

- Otra agrupación musical llamada La Tropa Loca hizo broma con su canción a ritmo de cumbia llamada: "Duro, Duro, Durazo".

- Chico Che compuso una cumbia llamada "El Sustazo del Negrazo", donde habla de manera jocosa sobre las acusaciones de los delitos que se le imputaron ("¡que sustazo se está llevando ese negrazo!", "se le acusa de robos grandes a la nación", "la gente se pone contenta si nos cubres la deuda externa", "si no nos devuelves todo, por lo menos dinos el modo").

- Los sucesos del río Tula inspiraron al director de cine Ismael Rodríguez Ruelas[11] para filmar "Masacre en el río Tula", la censura impuesta por el gobierno obstaculizó su difusión.

- La vida de Durazo como servidor público fue llevada a la pantalla del cine en dos ocasiones, con una evidente explotación del morbo del espectador, la primera se llamó:"Lo negro del negro"[12] (Basada en el libro de José González González) filmada en 1987, dirigida por Benjamín Escamilla Espinosa y Ángel Rodríguez Vázquez y personificando a Durazo el entonces desconocido actor: Ricardo de Loera.

- La segunda fue: "Durazo, la verdadera historia"[13] filmada en 1988 dirigida por Gilberto de Anda y personificando a Arturo Durazo el primer actor: Sergio Bustamante con un evidente sesgo reivindicador.